# Your Girl and Mine: A Woman Suffrage Play
Your Girl and Mine: A Woman Suffrage Play (o Your Girl and Mine) è un film muto del 1914 diretto da Giles Warren. Il film fu sponsorizzato da Ruth Hanna McCormick, moglie dell'editore del Chicago Tribune, e dalla National American Woman Suffrage Association.

## Trama
Una ricca ereditiera, Rosalind Fairlie, sposa un cacciatore di dote, Ben Austin, un uomo privo di scrupoli che ha sedotto una giovane donna, Kate Price, abbandonandola quando la ragazza è rimasta incinta. Kate, da sola, si prende cura del suo bambino, lavorando per mantenerlo. Passano gli anni: Rosalind ha pagato con il proprio denaro tutti i debiti del marito che ha ripreso la sua vita dissoluta. L'uomo controlla la moglie, tanto da impedirle di incontrare la zia, una suffragetta che rivendica per le donne parità di diritti. Non riuscendo più a sopportare gli abusi del marito, Rosalind va via di casa portando con sé le loro due figlie. Ma il tribunale gliele toglie, affidandole al marito. La donna riuscirà a tornare a casa solo dopo la morte di Ben, ucciso da Kate, la sua ex amante.
Rosalind scopre che tutti i suoi beni, intestati al marito, ora sono passati al suocero, il padre di Ben, nominato erede universale, al quale vengono affidate anche le due nipoti. Il vecchio Austin, indifferente alla sorte delle due ragazze, spedisce una di loro a lavorare in fabbrica. Rosalind, allora, rapisce le figlie e viene arrestata. Sarà Eleanor Holbrook, il suo avvocato, a difendere la sua causa, argomentando in maniera eloquente il suo caso. Libera, Rosalind sposa la causa delle suffragette e lotta per i diritti delle donne. Alla fine, il voto femminile viene concesso. Il governatore firma la nuova legge con una penna che Richard Burbank, il vice governatore, ha regalato a Rosalind che ha accettato di sposarlo.

## Produzione
Il film, prodotto dalla Selig Polyscope Company, venne girato negli studi di Chicago della Selig.
Nel cast figurano Ruth Hanna McCormick (1880-1944), membro della Camera dei rappresentanti dell'Illinois e uno dei nomi di punta del movimento delle suffragette americane, e Anna Howard Shaw (1847-1919): leader del movimento per il suffragio femminile negli Stati Uniti, il suo nome appare nella National Women's Hall of Fame.

## Distribuzione

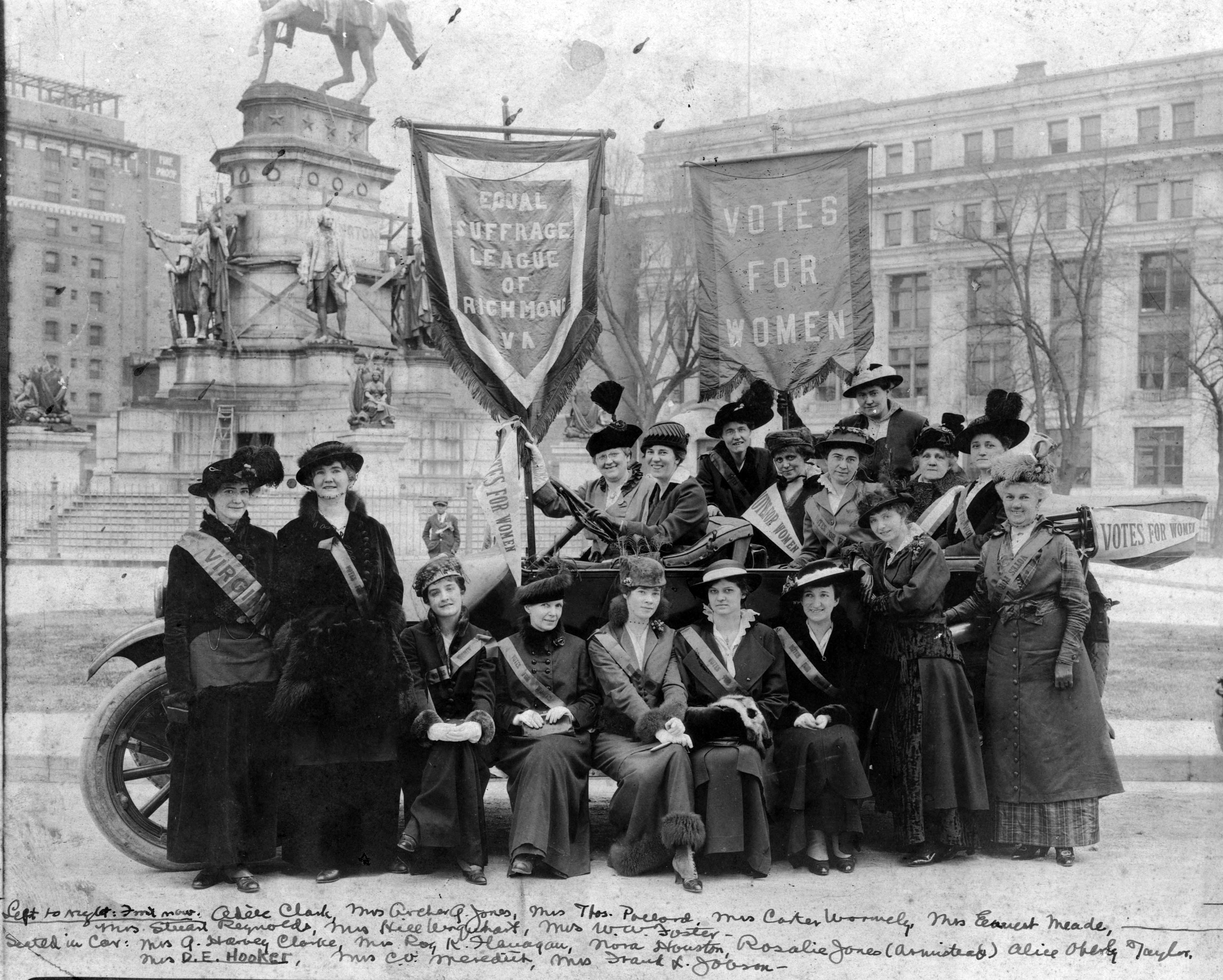
La lega delle suffraggette di Richmond pubblicizza il film (febbraio 1915)

Il copyright del film, richiesto dalla  Selig Polyscope Co., fu registrato il 31 ottobre 1914 con il numero LP3648.

Distribuita dalla World Film, la pellicola - in sette bobine - uscì nelle sale cinematografiche statunitensi il 14 ottobre 1914, presentata in prima all'Auditorium Theatre di Chicago.

### Conservazione
Non si conoscono copie ancora esistenti della pellicola che viene considerata presumibilmente perduta.